# Saddle River Stringband
Saddle River String Band est un groupe canadien (quatuor) de bluegrass avec des influences du blues et de la musique folk.
Ils sont originaires de Summerside, Île-du-Prince-Édouard, Canada. Leurs tonalités viennent de l'arrangement des guitare/banjo/mandoline/contrebasse (parfois avec le kazoo, l'harmonica ou l'ukulélé) et l'utilisation d'un seul microphone condensateur comme les premiers orchestres de bluegrass & folk.

## Historique
Saddle River a débuté comme un projet pour Summerside, prenant leur nom du film canadien, Road To Saddle River. Jouant surtout pour le plaisir, le groupe explora la traditionnelle musique country, blues, ragtime et bluegrass. Leur enthousiasme se propagea dans l'auditoire et le groupe a commencé d’avoir du succès.
Le groupe initial de 2003 à 2006 était composé de James Phillips (mandoline, guitare), Troy McArthur (banjo), Catherine McLellan (guitare) et Mike Dixon (guitare, kazoo). Quand McLellan quitta le groupe, Tom DesRoches s'est joint au groupe sur la basse.
Le son distinct de l'orchestre est célèbre sur la côte est canadienne sur la scène folk et bluegrass. La plupart des groupes « bluegrass » sont influencés par le commercial, le bluegrass traditionnel et les enregistrements country, ainsi que de la culture des 80 dernières années, la musique folk de Saddle River est basé sur le blues d'avant-guerre et des styles anciens de musique. Les chansons de Charlie Patton, Lead Belly, Tampa Red, Son House et Robert Johnson complète leur répertoire en dehors du country et de bluegrass et des airs originaux qui va du contemporain au traditionnel pris du matériel classique.
Avant Saddle River, James Phillips et Catherine McLellan jouaient dans le groupe The New Drifts, un groupe folk rock ; Mike Dixon et Troy McArthur étaient un groupe duo de blues, the Rattlesnakin' Daddies. Tom DesRoches a une longue carrière comme un musicien professionnel jouant dans des groupes country et rock tout partout à l'IPE. Des éléments de ces groupes et un intérêt de la musique de base, ont créé leur musique.
Les artistes imités par le Saddle River String Band incluent Jimmie Rodgers, The Carter Family, Bill Monroe, Hank Williams, Rose Maddox, Mississippi John Hurt, Gillian Welch, Charlie Patton, Blind Lemon Jefferson et Chuck Berry.
En 2008, le groupe fut présélectionné pour une nomination Grammy dans la catégorie d'enregistrement Bluegrass et en 2010, Mike Dixon fut proposé pour Bluegrass Entertainer of the Year aux prix de Bluegrass de la côte de l'Est. La chanson de Saddle Bye Bye PEI fut incluse dans la production IPE 2011 de Charlottetown, Come All-Ye. 
En 2012, Saddle River String Band va sortir Ain't Done Dyin. 

## Discographie
- Saddle River Stringband (2007)
- Ain't Done Dyin' (2012)

## Récompenses et distinctions
- 2007-2008 : Prix de musique IPE ; Meilleur enregistrement Bluegrass & Meilleur nouveau artiste (Saddle River String Band) (gagné)[1]
- 2008 : Prix de East Coast Music Awards Enregistrement Bluegrass de l'année (Saddle River String Band) (gagné)[2]

## Crédit d'auteurs
- (en) Cet article est partiellement ou en totalité issu de l’article de Wikipédia en anglais intitulé « Saddle River String Band » (voir la liste des auteurs).